# Centro di produzione TV Raffaella Carrà

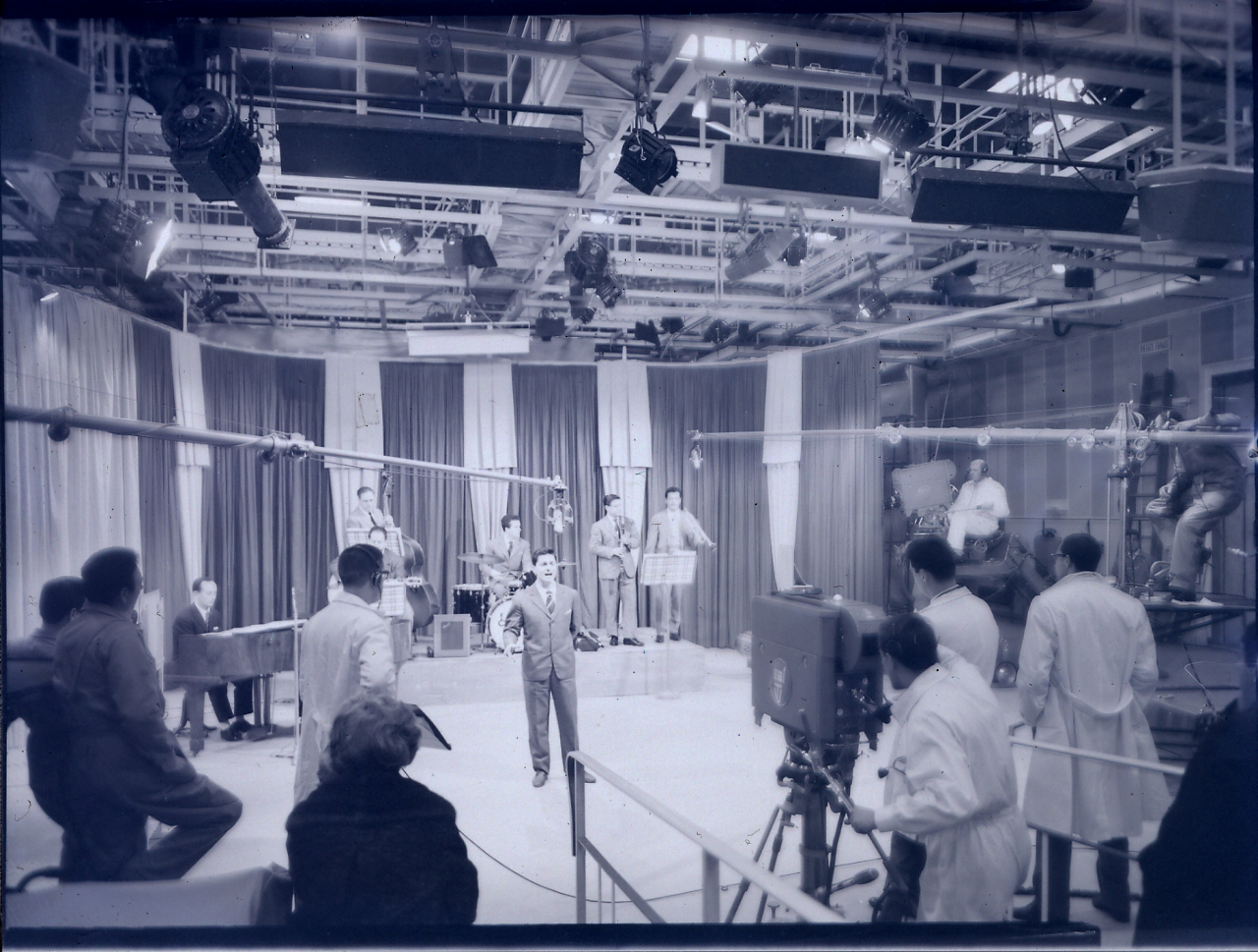
Uno studio televisivo del centro Rai durante una registrazione in una foto di Paolo Monti del 1958

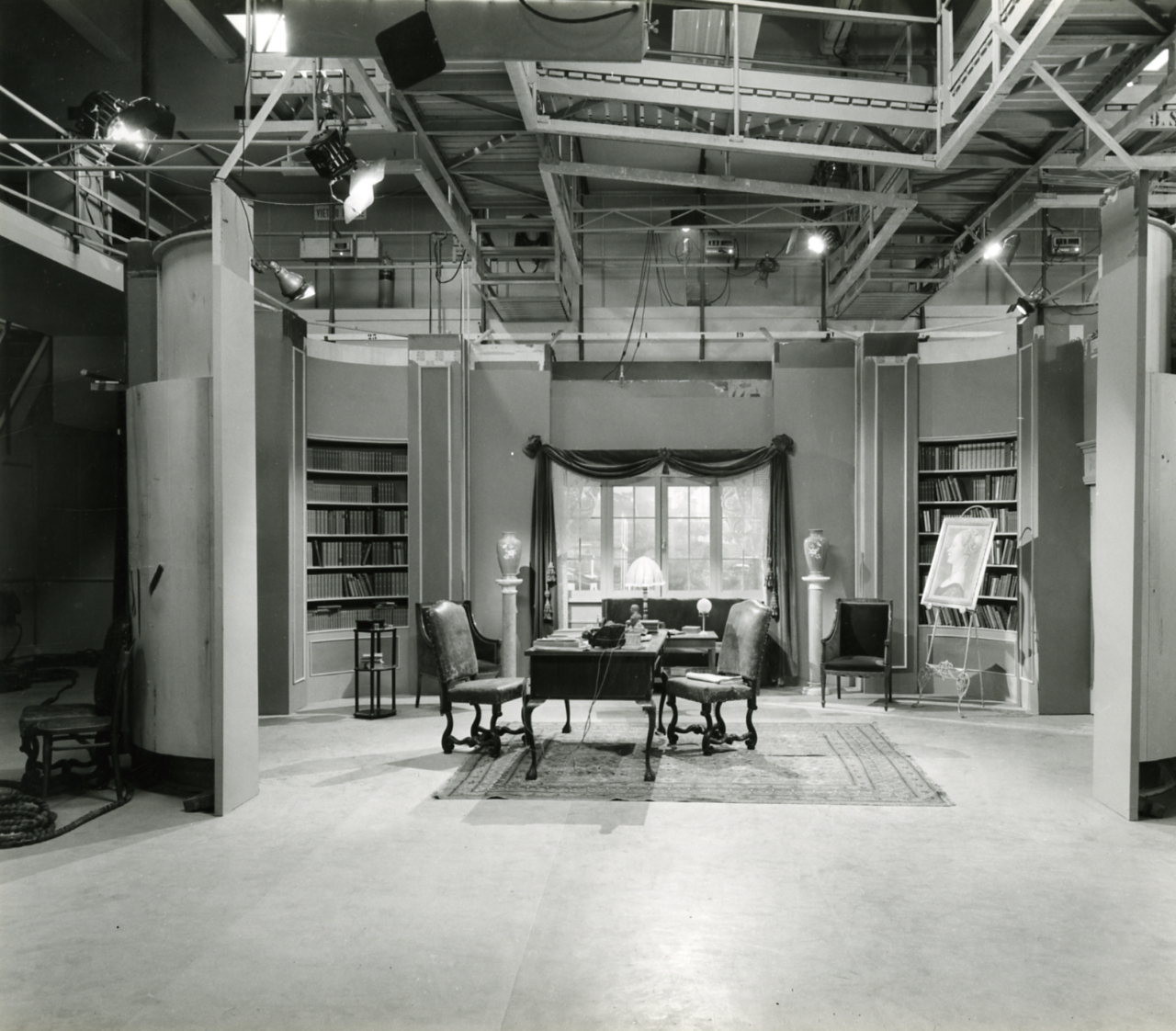
Un set televisivo del centro Rai in una foto di Paolo Monti del 1958

Il Centro di produzione TV Raffaella Carrà (storicamente conosciuto come Centro di produzione Rai di via Teulada) è uno storico centro di produzione della Rai, composto da nove studi televisivi. Si trova a Roma in via Teulada, 66.

## Storia
Progettato dell'architetto Francesco Berarducci, viene inaugurato il 19 dicembre 1957. 
Il centro è stato costruito in maniera tale che, qualora in Italia vi sia un problema d'energia elettrica, esso possa essere in grado di agire in completa autonomia; ancora oggi mantiene questa caratteristica.
Il 15 novembre 2020 lo studio 1 del centro di produzione venne intitolato ad Antonello Falqui.
Il 5 luglio 2022 lo stabilimento viene intitolato a Raffaella Carrà, in occasione del primo anniversario della sua scomparsa.
Nell'autunno 2022 lo studio 2 del centro di produzione viene intitolato ad Angelo Guglielmi, storico direttore di Rai 3.
Il 16 dicembre 2024 viene inaugurato il murale, posto dietro il centro, dedicato alla Carrà. L'inaugurazione è stata realizzata dalla trasmissione di Rai 1; La vita in diretta.

## Studi e programmi
I programmi realizzati dalla stagione televisiva 2024-2025 sono:
- TV1 Antonello Falqui: Unomattina in famiglia (in diretta), I fatti vostri (in diretta), Protestantesimo (registrato), Sulla via di Damasco (registrato), Generazione Z (registrato), Tango (registrato), Storie di donne al bivio (registrato)
- TV2 Angelo Guglielmi: Agorà (in diretta), Chi l'ha visto? (in diretta), Report (registrato), Presa diretta (registrato), Petrolio (registrato), Rebus (registrato), Check-up (registrato), Un giorno in pretura (registrato), Codice ! (registrato) Camper (programma estivo in diretta), Filorosso (programma estivo in diretta).
- TV3: La volta buona (in diretta), La vita in diretta (Live), Bar Centrale (programma del Sabato pomeriggio in diretta)
- TV4: Il caffè (registrato), Passato e presente (registrato), Green Meteo (registrato), Newton (registrato)
- TV5: Porta a Porta (registrato e/o diretta), Cinque minuti (registrato), In mezz'ora (diretta), Storie di sera (registrato), Sottovoce (registrato), Cinematografo (registrato), Applausi (registrato), Milleeunlibro - Scrittori in tv (registrato), Il cavallo e la torre (in diretta).

- TV10: Geo (in diretta)
- TV11: -attualmente nessuna produzione-
- TV12: Quante storie (in diretta)

Lo studio TV4 è un Virtual Set.
Gli studi 1, 2, 3, 4, 5, 10 e 12 sono stati convertiti per trasmettere programmi in HDTV.

## Programmi del passato
Da via Teulada sono andati in onda molti programmi di punta della Rai tra i quali: Sabato in diretta, Studio Uno, Biblioteca di Studio Uno, Illusione, Il Musichiere, Aiuto è vacanza, Formula due, Due ragazzi incorreggibili, Pranzo in TV, Indietro tutta!, Patatrac, L'altra domenica, Quelli della notte, Bontà loro, Ma che sera, Domenica in, Alla ricerca dell'arca, Correva l'anno, Pronto, Raffaella?, L'inchiesta - giornalismo investigativo, Telefono giallo, Via Teulada 66, Discoring, Festa italiana, Insieme sul Due, Ballarò, NeriPoppins, TeleCamere, Qui Radio Londra, Batti e ribatti, Annozero, Il Fatto, Sabato in, Seconda linea, Io e te, Io e te di notte, Be Happy, La vita è meravigliosa, Speciale AIRC - Conta su di noi, Che fine ha fatto Baby Jane?, Ieri e oggi, David di Donatello 2020, Parliamone... sabato, Le amiche del sabato, Il sabato italiano, Mezzogiorno in famiglia, Il fatto del giorno, Storie maledette, A tutta rete, Dedicato, Weekly, Il gran varietà, Le parole per dirlo, S'è fatta notte, Oggi è un altro giorno, Che c'è di nuovo, Frontiere,Settimana Ventura, Memex e Terza pagina, La grande storia, Oscars -  La notte in diretta, Unomattina Weekly, Telethon, XXI secolo.
Era inoltre in questo centro che originariamente avevano sede le redazioni e gli studi di tutte le testate giornalistiche televisive della Rai, fino a quando, tra il 1990 e il 1992, furono tutte trasferite nel più grande e moderno centro di produzione Rai di Saxa Rubra, sempre a Roma. L'ultimo telegiornale presso questa sede fu prodotto il 17 ottobre 1992.
Sempre da questi studi, dal 1957 fino al 1990, andavano in onda gli annunci delle signorine buonasera attive a Roma. Successivamente, gli annunci vennero irradiati anch'essi da Saxa Rubra.